# Asphondylia pruniperda
Asphondylia pruniperda är en tvåvingeart som beskrevs av Camillo Rondani 1867. Asphondylia pruniperda ingår i släktet Asphondylia och familjen gallmyggor. Inga underarter finns listade i Catalogue of Life.